# Забунова тема
Те́ма Забунова — тема в шаховій композиції. Суть теми — лінійна фігура, яка відкриває батарею, стає в засідку за іншу свою фігуру і створює нову батарею, яка грає на наступному ході.

## Історія
Ідею запропонував болгарський шаховий композитор, майстер ФІДЕ з шахової композиції — Володимир Забунов (24.08.1928).
На певному етапі ходів розв'язку, чи хибної гри в задачі грає біла батарея, але так, що лінійна фігура, яка відкриває батарею стає за іншу білу фігуру і створюється нова батарея, яка грає на наступному ході. В кожному тематичному варіанті грають дві батареї.
Ідея дістала назву — тема Забунова. В деяких виданнях ця ідея іменується — двоступенева батарея.

## Тема в ортодоксальному жанрі
|   | a | b | c | d | e | f | g | h |   |
| 8 | e8 білий слон · h8 чорний кінь · c7 чорний пішак · h7 білий король · c6 чорний пішак · d6 білий пішак · f6 білий пішак · b5 чорна тура · d5 чорний король · f5 чорний пішак · g5 білий пішак · c4 чорний пішак · f4 білий пішак · b3 чорний пішак · d3 білий кінь · e3 білий слон · g3 білий кінь · a2 чорна тура · g2 біла тура · h1 білий ферзь | e8 білий слон · h8 чорний кінь · c7 чорний пішак · h7 білий король · c6 чорний пішак · d6 білий пішак · f6 білий пішак · b5 чорна тура · d5 чорний король · f5 чорний пішак · g5 білий пішак · c4 чорний пішак · f4 білий пішак · b3 чорний пішак · d3 білий кінь · e3 білий слон · g3 білий кінь · a2 чорна тура · g2 біла тура · h1 білий ферзь | e8 білий слон · h8 чорний кінь · c7 чорний пішак · h7 білий король · c6 чорний пішак · d6 білий пішак · f6 білий пішак · b5 чорна тура · d5 чорний король · f5 чорний пішак · g5 білий пішак · c4 чорний пішак · f4 білий пішак · b3 чорний пішак · d3 білий кінь · e3 білий слон · g3 білий кінь · a2 чорна тура · g2 біла тура · h1 білий ферзь | e8 білий слон · h8 чорний кінь · c7 чорний пішак · h7 білий король · c6 чорний пішак · d6 білий пішак · f6 білий пішак · b5 чорна тура · d5 чорний король · f5 чорний пішак · g5 білий пішак · c4 чорний пішак · f4 білий пішак · b3 чорний пішак · d3 білий кінь · e3 білий слон · g3 білий кінь · a2 чорна тура · g2 біла тура · h1 білий ферзь | e8 білий слон · h8 чорний кінь · c7 чорний пішак · h7 білий король · c6 чорний пішак · d6 білий пішак · f6 білий пішак · b5 чорна тура · d5 чорний король · f5 чорний пішак · g5 білий пішак · c4 чорний пішак · f4 білий пішак · b3 чорний пішак · d3 білий кінь · e3 білий слон · g3 білий кінь · a2 чорна тура · g2 біла тура · h1 білий ферзь | e8 білий слон · h8 чорний кінь · c7 чорний пішак · h7 білий король · c6 чорний пішак · d6 білий пішак · f6 білий пішак · b5 чорна тура · d5 чорний король · f5 чорний пішак · g5 білий пішак · c4 чорний пішак · f4 білий пішак · b3 чорний пішак · d3 білий кінь · e3 білий слон · g3 білий кінь · a2 чорна тура · g2 біла тура · h1 білий ферзь | e8 білий слон · h8 чорний кінь · c7 чорний пішак · h7 білий король · c6 чорний пішак · d6 білий пішак · f6 білий пішак · b5 чорна тура · d5 чорний король · f5 чорний пішак · g5 білий пішак · c4 чорний пішак · f4 білий пішак · b3 чорний пішак · d3 білий кінь · e3 білий слон · g3 білий кінь · a2 чорна тура · g2 біла тура · h1 білий ферзь | e8 білий слон · h8 чорний кінь · c7 чорний пішак · h7 білий король · c6 чорний пішак · d6 білий пішак · f6 білий пішак · b5 чорна тура · d5 чорний король · f5 чорний пішак · g5 білий пішак · c4 чорний пішак · f4 білий пішак · b3 чорний пішак · d3 білий кінь · e3 білий слон · g3 білий кінь · a2 чорна тура · g2 біла тура · h1 білий ферзь | 8 |
| 7 | e8 білий слон · h8 чорний кінь · c7 чорний пішак · h7 білий король · c6 чорний пішак · d6 білий пішак · f6 білий пішак · b5 чорна тура · d5 чорний король · f5 чорний пішак · g5 білий пішак · c4 чорний пішак · f4 білий пішак · b3 чорний пішак · d3 білий кінь · e3 білий слон · g3 білий кінь · a2 чорна тура · g2 біла тура · h1 білий ферзь | e8 білий слон · h8 чорний кінь · c7 чорний пішак · h7 білий король · c6 чорний пішак · d6 білий пішак · f6 білий пішак · b5 чорна тура · d5 чорний король · f5 чорний пішак · g5 білий пішак · c4 чорний пішак · f4 білий пішак · b3 чорний пішак · d3 білий кінь · e3 білий слон · g3 білий кінь · a2 чорна тура · g2 біла тура · h1 білий ферзь | e8 білий слон · h8 чорний кінь · c7 чорний пішак · h7 білий король · c6 чорний пішак · d6 білий пішак · f6 білий пішак · b5 чорна тура · d5 чорний король · f5 чорний пішак · g5 білий пішак · c4 чорний пішак · f4 білий пішак · b3 чорний пішак · d3 білий кінь · e3 білий слон · g3 білий кінь · a2 чорна тура · g2 біла тура · h1 білий ферзь | e8 білий слон · h8 чорний кінь · c7 чорний пішак · h7 білий король · c6 чорний пішак · d6 білий пішак · f6 білий пішак · b5 чорна тура · d5 чорний король · f5 чорний пішак · g5 білий пішак · c4 чорний пішак · f4 білий пішак · b3 чорний пішак · d3 білий кінь · e3 білий слон · g3 білий кінь · a2 чорна тура · g2 біла тура · h1 білий ферзь | e8 білий слон · h8 чорний кінь · c7 чорний пішак · h7 білий король · c6 чорний пішак · d6 білий пішак · f6 білий пішак · b5 чорна тура · d5 чорний король · f5 чорний пішак · g5 білий пішак · c4 чорний пішак · f4 білий пішак · b3 чорний пішак · d3 білий кінь · e3 білий слон · g3 білий кінь · a2 чорна тура · g2 біла тура · h1 білий ферзь | e8 білий слон · h8 чорний кінь · c7 чорний пішак · h7 білий король · c6 чорний пішак · d6 білий пішак · f6 білий пішак · b5 чорна тура · d5 чорний король · f5 чорний пішак · g5 білий пішак · c4 чорний пішак · f4 білий пішак · b3 чорний пішак · d3 білий кінь · e3 білий слон · g3 білий кінь · a2 чорна тура · g2 біла тура · h1 білий ферзь | e8 білий слон · h8 чорний кінь · c7 чорний пішак · h7 білий король · c6 чорний пішак · d6 білий пішак · f6 білий пішак · b5 чорна тура · d5 чорний король · f5 чорний пішак · g5 білий пішак · c4 чорний пішак · f4 білий пішак · b3 чорний пішак · d3 білий кінь · e3 білий слон · g3 білий кінь · a2 чорна тура · g2 біла тура · h1 білий ферзь | e8 білий слон · h8 чорний кінь · c7 чорний пішак · h7 білий король · c6 чорний пішак · d6 білий пішак · f6 білий пішак · b5 чорна тура · d5 чорний король · f5 чорний пішак · g5 білий пішак · c4 чорний пішак · f4 білий пішак · b3 чорний пішак · d3 білий кінь · e3 білий слон · g3 білий кінь · a2 чорна тура · g2 біла тура · h1 білий ферзь | 7 |
| 6 | e8 білий слон · h8 чорний кінь · c7 чорний пішак · h7 білий король · c6 чорний пішак · d6 білий пішак · f6 білий пішак · b5 чорна тура · d5 чорний король · f5 чорний пішак · g5 білий пішак · c4 чорний пішак · f4 білий пішак · b3 чорний пішак · d3 білий кінь · e3 білий слон · g3 білий кінь · a2 чорна тура · g2 біла тура · h1 білий ферзь | e8 білий слон · h8 чорний кінь · c7 чорний пішак · h7 білий король · c6 чорний пішак · d6 білий пішак · f6 білий пішак · b5 чорна тура · d5 чорний король · f5 чорний пішак · g5 білий пішак · c4 чорний пішак · f4 білий пішак · b3 чорний пішак · d3 білий кінь · e3 білий слон · g3 білий кінь · a2 чорна тура · g2 біла тура · h1 білий ферзь | e8 білий слон · h8 чорний кінь · c7 чорний пішак · h7 білий король · c6 чорний пішак · d6 білий пішак · f6 білий пішак · b5 чорна тура · d5 чорний король · f5 чорний пішак · g5 білий пішак · c4 чорний пішак · f4 білий пішак · b3 чорний пішак · d3 білий кінь · e3 білий слон · g3 білий кінь · a2 чорна тура · g2 біла тура · h1 білий ферзь | e8 білий слон · h8 чорний кінь · c7 чорний пішак · h7 білий король · c6 чорний пішак · d6 білий пішак · f6 білий пішак · b5 чорна тура · d5 чорний король · f5 чорний пішак · g5 білий пішак · c4 чорний пішак · f4 білий пішак · b3 чорний пішак · d3 білий кінь · e3 білий слон · g3 білий кінь · a2 чорна тура · g2 біла тура · h1 білий ферзь | e8 білий слон · h8 чорний кінь · c7 чорний пішак · h7 білий король · c6 чорний пішак · d6 білий пішак · f6 білий пішак · b5 чорна тура · d5 чорний король · f5 чорний пішак · g5 білий пішак · c4 чорний пішак · f4 білий пішак · b3 чорний пішак · d3 білий кінь · e3 білий слон · g3 білий кінь · a2 чорна тура · g2 біла тура · h1 білий ферзь | e8 білий слон · h8 чорний кінь · c7 чорний пішак · h7 білий король · c6 чорний пішак · d6 білий пішак · f6 білий пішак · b5 чорна тура · d5 чорний король · f5 чорний пішак · g5 білий пішак · c4 чорний пішак · f4 білий пішак · b3 чорний пішак · d3 білий кінь · e3 білий слон · g3 білий кінь · a2 чорна тура · g2 біла тура · h1 білий ферзь | e8 білий слон · h8 чорний кінь · c7 чорний пішак · h7 білий король · c6 чорний пішак · d6 білий пішак · f6 білий пішак · b5 чорна тура · d5 чорний король · f5 чорний пішак · g5 білий пішак · c4 чорний пішак · f4 білий пішак · b3 чорний пішак · d3 білий кінь · e3 білий слон · g3 білий кінь · a2 чорна тура · g2 біла тура · h1 білий ферзь | e8 білий слон · h8 чорний кінь · c7 чорний пішак · h7 білий король · c6 чорний пішак · d6 білий пішак · f6 білий пішак · b5 чорна тура · d5 чорний король · f5 чорний пішак · g5 білий пішак · c4 чорний пішак · f4 білий пішак · b3 чорний пішак · d3 білий кінь · e3 білий слон · g3 білий кінь · a2 чорна тура · g2 біла тура · h1 білий ферзь | 6 |
| 5 | e8 білий слон · h8 чорний кінь · c7 чорний пішак · h7 білий король · c6 чорний пішак · d6 білий пішак · f6 білий пішак · b5 чорна тура · d5 чорний король · f5 чорний пішак · g5 білий пішак · c4 чорний пішак · f4 білий пішак · b3 чорний пішак · d3 білий кінь · e3 білий слон · g3 білий кінь · a2 чорна тура · g2 біла тура · h1 білий ферзь | e8 білий слон · h8 чорний кінь · c7 чорний пішак · h7 білий король · c6 чорний пішак · d6 білий пішак · f6 білий пішак · b5 чорна тура · d5 чорний король · f5 чорний пішак · g5 білий пішак · c4 чорний пішак · f4 білий пішак · b3 чорний пішак · d3 білий кінь · e3 білий слон · g3 білий кінь · a2 чорна тура · g2 біла тура · h1 білий ферзь | e8 білий слон · h8 чорний кінь · c7 чорний пішак · h7 білий король · c6 чорний пішак · d6 білий пішак · f6 білий пішак · b5 чорна тура · d5 чорний король · f5 чорний пішак · g5 білий пішак · c4 чорний пішак · f4 білий пішак · b3 чорний пішак · d3 білий кінь · e3 білий слон · g3 білий кінь · a2 чорна тура · g2 біла тура · h1 білий ферзь | e8 білий слон · h8 чорний кінь · c7 чорний пішак · h7 білий король · c6 чорний пішак · d6 білий пішак · f6 білий пішак · b5 чорна тура · d5 чорний король · f5 чорний пішак · g5 білий пішак · c4 чорний пішак · f4 білий пішак · b3 чорний пішак · d3 білий кінь · e3 білий слон · g3 білий кінь · a2 чорна тура · g2 біла тура · h1 білий ферзь | e8 білий слон · h8 чорний кінь · c7 чорний пішак · h7 білий король · c6 чорний пішак · d6 білий пішак · f6 білий пішак · b5 чорна тура · d5 чорний король · f5 чорний пішак · g5 білий пішак · c4 чорний пішак · f4 білий пішак · b3 чорний пішак · d3 білий кінь · e3 білий слон · g3 білий кінь · a2 чорна тура · g2 біла тура · h1 білий ферзь | e8 білий слон · h8 чорний кінь · c7 чорний пішак · h7 білий король · c6 чорний пішак · d6 білий пішак · f6 білий пішак · b5 чорна тура · d5 чорний король · f5 чорний пішак · g5 білий пішак · c4 чорний пішак · f4 білий пішак · b3 чорний пішак · d3 білий кінь · e3 білий слон · g3 білий кінь · a2 чорна тура · g2 біла тура · h1 білий ферзь | e8 білий слон · h8 чорний кінь · c7 чорний пішак · h7 білий король · c6 чорний пішак · d6 білий пішак · f6 білий пішак · b5 чорна тура · d5 чорний король · f5 чорний пішак · g5 білий пішак · c4 чорний пішак · f4 білий пішак · b3 чорний пішак · d3 білий кінь · e3 білий слон · g3 білий кінь · a2 чорна тура · g2 біла тура · h1 білий ферзь | e8 білий слон · h8 чорний кінь · c7 чорний пішак · h7 білий король · c6 чорний пішак · d6 білий пішак · f6 білий пішак · b5 чорна тура · d5 чорний король · f5 чорний пішак · g5 білий пішак · c4 чорний пішак · f4 білий пішак · b3 чорний пішак · d3 білий кінь · e3 білий слон · g3 білий кінь · a2 чорна тура · g2 біла тура · h1 білий ферзь | 5 |
| 4 | e8 білий слон · h8 чорний кінь · c7 чорний пішак · h7 білий король · c6 чорний пішак · d6 білий пішак · f6 білий пішак · b5 чорна тура · d5 чорний король · f5 чорний пішак · g5 білий пішак · c4 чорний пішак · f4 білий пішак · b3 чорний пішак · d3 білий кінь · e3 білий слон · g3 білий кінь · a2 чорна тура · g2 біла тура · h1 білий ферзь | e8 білий слон · h8 чорний кінь · c7 чорний пішак · h7 білий король · c6 чорний пішак · d6 білий пішак · f6 білий пішак · b5 чорна тура · d5 чорний король · f5 чорний пішак · g5 білий пішак · c4 чорний пішак · f4 білий пішак · b3 чорний пішак · d3 білий кінь · e3 білий слон · g3 білий кінь · a2 чорна тура · g2 біла тура · h1 білий ферзь | e8 білий слон · h8 чорний кінь · c7 чорний пішак · h7 білий король · c6 чорний пішак · d6 білий пішак · f6 білий пішак · b5 чорна тура · d5 чорний король · f5 чорний пішак · g5 білий пішак · c4 чорний пішак · f4 білий пішак · b3 чорний пішак · d3 білий кінь · e3 білий слон · g3 білий кінь · a2 чорна тура · g2 біла тура · h1 білий ферзь | e8 білий слон · h8 чорний кінь · c7 чорний пішак · h7 білий король · c6 чорний пішак · d6 білий пішак · f6 білий пішак · b5 чорна тура · d5 чорний король · f5 чорний пішак · g5 білий пішак · c4 чорний пішак · f4 білий пішак · b3 чорний пішак · d3 білий кінь · e3 білий слон · g3 білий кінь · a2 чорна тура · g2 біла тура · h1 білий ферзь | e8 білий слон · h8 чорний кінь · c7 чорний пішак · h7 білий король · c6 чорний пішак · d6 білий пішак · f6 білий пішак · b5 чорна тура · d5 чорний король · f5 чорний пішак · g5 білий пішак · c4 чорний пішак · f4 білий пішак · b3 чорний пішак · d3 білий кінь · e3 білий слон · g3 білий кінь · a2 чорна тура · g2 біла тура · h1 білий ферзь | e8 білий слон · h8 чорний кінь · c7 чорний пішак · h7 білий король · c6 чорний пішак · d6 білий пішак · f6 білий пішак · b5 чорна тура · d5 чорний король · f5 чорний пішак · g5 білий пішак · c4 чорний пішак · f4 білий пішак · b3 чорний пішак · d3 білий кінь · e3 білий слон · g3 білий кінь · a2 чорна тура · g2 біла тура · h1 білий ферзь | e8 білий слон · h8 чорний кінь · c7 чорний пішак · h7 білий король · c6 чорний пішак · d6 білий пішак · f6 білий пішак · b5 чорна тура · d5 чорний король · f5 чорний пішак · g5 білий пішак · c4 чорний пішак · f4 білий пішак · b3 чорний пішак · d3 білий кінь · e3 білий слон · g3 білий кінь · a2 чорна тура · g2 біла тура · h1 білий ферзь | e8 білий слон · h8 чорний кінь · c7 чорний пішак · h7 білий король · c6 чорний пішак · d6 білий пішак · f6 білий пішак · b5 чорна тура · d5 чорний король · f5 чорний пішак · g5 білий пішак · c4 чорний пішак · f4 білий пішак · b3 чорний пішак · d3 білий кінь · e3 білий слон · g3 білий кінь · a2 чорна тура · g2 біла тура · h1 білий ферзь | 4 |
| 3 | e8 білий слон · h8 чорний кінь · c7 чорний пішак · h7 білий король · c6 чорний пішак · d6 білий пішак · f6 білий пішак · b5 чорна тура · d5 чорний король · f5 чорний пішак · g5 білий пішак · c4 чорний пішак · f4 білий пішак · b3 чорний пішак · d3 білий кінь · e3 білий слон · g3 білий кінь · a2 чорна тура · g2 біла тура · h1 білий ферзь | e8 білий слон · h8 чорний кінь · c7 чорний пішак · h7 білий король · c6 чорний пішак · d6 білий пішак · f6 білий пішак · b5 чорна тура · d5 чорний король · f5 чорний пішак · g5 білий пішак · c4 чорний пішак · f4 білий пішак · b3 чорний пішак · d3 білий кінь · e3 білий слон · g3 білий кінь · a2 чорна тура · g2 біла тура · h1 білий ферзь | e8 білий слон · h8 чорний кінь · c7 чорний пішак · h7 білий король · c6 чорний пішак · d6 білий пішак · f6 білий пішак · b5 чорна тура · d5 чорний король · f5 чорний пішак · g5 білий пішак · c4 чорний пішак · f4 білий пішак · b3 чорний пішак · d3 білий кінь · e3 білий слон · g3 білий кінь · a2 чорна тура · g2 біла тура · h1 білий ферзь | e8 білий слон · h8 чорний кінь · c7 чорний пішак · h7 білий король · c6 чорний пішак · d6 білий пішак · f6 білий пішак · b5 чорна тура · d5 чорний король · f5 чорний пішак · g5 білий пішак · c4 чорний пішак · f4 білий пішак · b3 чорний пішак · d3 білий кінь · e3 білий слон · g3 білий кінь · a2 чорна тура · g2 біла тура · h1 білий ферзь | e8 білий слон · h8 чорний кінь · c7 чорний пішак · h7 білий король · c6 чорний пішак · d6 білий пішак · f6 білий пішак · b5 чорна тура · d5 чорний король · f5 чорний пішак · g5 білий пішак · c4 чорний пішак · f4 білий пішак · b3 чорний пішак · d3 білий кінь · e3 білий слон · g3 білий кінь · a2 чорна тура · g2 біла тура · h1 білий ферзь | e8 білий слон · h8 чорний кінь · c7 чорний пішак · h7 білий король · c6 чорний пішак · d6 білий пішак · f6 білий пішак · b5 чорна тура · d5 чорний король · f5 чорний пішак · g5 білий пішак · c4 чорний пішак · f4 білий пішак · b3 чорний пішак · d3 білий кінь · e3 білий слон · g3 білий кінь · a2 чорна тура · g2 біла тура · h1 білий ферзь | e8 білий слон · h8 чорний кінь · c7 чорний пішак · h7 білий король · c6 чорний пішак · d6 білий пішак · f6 білий пішак · b5 чорна тура · d5 чорний король · f5 чорний пішак · g5 білий пішак · c4 чорний пішак · f4 білий пішак · b3 чорний пішак · d3 білий кінь · e3 білий слон · g3 білий кінь · a2 чорна тура · g2 біла тура · h1 білий ферзь | e8 білий слон · h8 чорний кінь · c7 чорний пішак · h7 білий король · c6 чорний пішак · d6 білий пішак · f6 білий пішак · b5 чорна тура · d5 чорний король · f5 чорний пішак · g5 білий пішак · c4 чорний пішак · f4 білий пішак · b3 чорний пішак · d3 білий кінь · e3 білий слон · g3 білий кінь · a2 чорна тура · g2 біла тура · h1 білий ферзь | 3 |
| 2 | e8 білий слон · h8 чорний кінь · c7 чорний пішак · h7 білий король · c6 чорний пішак · d6 білий пішак · f6 білий пішак · b5 чорна тура · d5 чорний король · f5 чорний пішак · g5 білий пішак · c4 чорний пішак · f4 білий пішак · b3 чорний пішак · d3 білий кінь · e3 білий слон · g3 білий кінь · a2 чорна тура · g2 біла тура · h1 білий ферзь | e8 білий слон · h8 чорний кінь · c7 чорний пішак · h7 білий король · c6 чорний пішак · d6 білий пішак · f6 білий пішак · b5 чорна тура · d5 чорний король · f5 чорний пішак · g5 білий пішак · c4 чорний пішак · f4 білий пішак · b3 чорний пішак · d3 білий кінь · e3 білий слон · g3 білий кінь · a2 чорна тура · g2 біла тура · h1 білий ферзь | e8 білий слон · h8 чорний кінь · c7 чорний пішак · h7 білий король · c6 чорний пішак · d6 білий пішак · f6 білий пішак · b5 чорна тура · d5 чорний король · f5 чорний пішак · g5 білий пішак · c4 чорний пішак · f4 білий пішак · b3 чорний пішак · d3 білий кінь · e3 білий слон · g3 білий кінь · a2 чорна тура · g2 біла тура · h1 білий ферзь | e8 білий слон · h8 чорний кінь · c7 чорний пішак · h7 білий король · c6 чорний пішак · d6 білий пішак · f6 білий пішак · b5 чорна тура · d5 чорний король · f5 чорний пішак · g5 білий пішак · c4 чорний пішак · f4 білий пішак · b3 чорний пішак · d3 білий кінь · e3 білий слон · g3 білий кінь · a2 чорна тура · g2 біла тура · h1 білий ферзь | e8 білий слон · h8 чорний кінь · c7 чорний пішак · h7 білий король · c6 чорний пішак · d6 білий пішак · f6 білий пішак · b5 чорна тура · d5 чорний король · f5 чорний пішак · g5 білий пішак · c4 чорний пішак · f4 білий пішак · b3 чорний пішак · d3 білий кінь · e3 білий слон · g3 білий кінь · a2 чорна тура · g2 біла тура · h1 білий ферзь | e8 білий слон · h8 чорний кінь · c7 чорний пішак · h7 білий король · c6 чорний пішак · d6 білий пішак · f6 білий пішак · b5 чорна тура · d5 чорний король · f5 чорний пішак · g5 білий пішак · c4 чорний пішак · f4 білий пішак · b3 чорний пішак · d3 білий кінь · e3 білий слон · g3 білий кінь · a2 чорна тура · g2 біла тура · h1 білий ферзь | e8 білий слон · h8 чорний кінь · c7 чорний пішак · h7 білий король · c6 чорний пішак · d6 білий пішак · f6 білий пішак · b5 чорна тура · d5 чорний король · f5 чорний пішак · g5 білий пішак · c4 чорний пішак · f4 білий пішак · b3 чорний пішак · d3 білий кінь · e3 білий слон · g3 білий кінь · a2 чорна тура · g2 біла тура · h1 білий ферзь | e8 білий слон · h8 чорний кінь · c7 чорний пішак · h7 білий король · c6 чорний пішак · d6 білий пішак · f6 білий пішак · b5 чорна тура · d5 чорний король · f5 чорний пішак · g5 білий пішак · c4 чорний пішак · f4 білий пішак · b3 чорний пішак · d3 білий кінь · e3 білий слон · g3 білий кінь · a2 чорна тура · g2 біла тура · h1 білий ферзь | 2 |
| 1 | e8 білий слон · h8 чорний кінь · c7 чорний пішак · h7 білий король · c6 чорний пішак · d6 білий пішак · f6 білий пішак · b5 чорна тура · d5 чорний король · f5 чорний пішак · g5 білий пішак · c4 чорний пішак · f4 білий пішак · b3 чорний пішак · d3 білий кінь · e3 білий слон · g3 білий кінь · a2 чорна тура · g2 біла тура · h1 білий ферзь | e8 білий слон · h8 чорний кінь · c7 чорний пішак · h7 білий король · c6 чорний пішак · d6 білий пішак · f6 білий пішак · b5 чорна тура · d5 чорний король · f5 чорний пішак · g5 білий пішак · c4 чорний пішак · f4 білий пішак · b3 чорний пішак · d3 білий кінь · e3 білий слон · g3 білий кінь · a2 чорна тура · g2 біла тура · h1 білий ферзь | e8 білий слон · h8 чорний кінь · c7 чорний пішак · h7 білий король · c6 чорний пішак · d6 білий пішак · f6 білий пішак · b5 чорна тура · d5 чорний король · f5 чорний пішак · g5 білий пішак · c4 чорний пішак · f4 білий пішак · b3 чорний пішак · d3 білий кінь · e3 білий слон · g3 білий кінь · a2 чорна тура · g2 біла тура · h1 білий ферзь | e8 білий слон · h8 чорний кінь · c7 чорний пішак · h7 білий король · c6 чорний пішак · d6 білий пішак · f6 білий пішак · b5 чорна тура · d5 чорний король · f5 чорний пішак · g5 білий пішак · c4 чорний пішак · f4 білий пішак · b3 чорний пішак · d3 білий кінь · e3 білий слон · g3 білий кінь · a2 чорна тура · g2 біла тура · h1 білий ферзь | e8 білий слон · h8 чорний кінь · c7 чорний пішак · h7 білий король · c6 чорний пішак · d6 білий пішак · f6 білий пішак · b5 чорна тура · d5 чорний король · f5 чорний пішак · g5 білий пішак · c4 чорний пішак · f4 білий пішак · b3 чорний пішак · d3 білий кінь · e3 білий слон · g3 білий кінь · a2 чорна тура · g2 біла тура · h1 білий ферзь | e8 білий слон · h8 чорний кінь · c7 чорний пішак · h7 білий король · c6 чорний пішак · d6 білий пішак · f6 білий пішак · b5 чорна тура · d5 чорний король · f5 чорний пішак · g5 білий пішак · c4 чорний пішак · f4 білий пішак · b3 чорний пішак · d3 білий кінь · e3 білий слон · g3 білий кінь · a2 чорна тура · g2 біла тура · h1 білий ферзь | e8 білий слон · h8 чорний кінь · c7 чорний пішак · h7 білий король · c6 чорний пішак · d6 білий пішак · f6 білий пішак · b5 чорна тура · d5 чорний король · f5 чорний пішак · g5 білий пішак · c4 чорний пішак · f4 білий пішак · b3 чорний пішак · d3 білий кінь · e3 білий слон · g3 білий кінь · a2 чорна тура · g2 біла тура · h1 білий ферзь | e8 білий слон · h8 чорний кінь · c7 чорний пішак · h7 білий король · c6 чорний пішак · d6 білий пішак · f6 білий пішак · b5 чорна тура · d5 чорний король · f5 чорний пішак · g5 білий пішак · c4 чорний пішак · f4 білий пішак · b3 чорний пішак · d3 білий кінь · e3 білий слон · g3 білий кінь · a2 чорна тура · g2 біла тура · h1 білий ферзь | 1 |
|   | a | b | c | d | e | f | g | h |   |

FEN: 4B2n/2p4K/2pP1P2/1r1k1pP1/2p2P2/1p1NB1N1/r5R1/7Q
1. ... Ra8 2. Re2+ Ke6 3. Rc5#
1. ... Rb8 2. Rd2+ Ke6 3. Sc5#
1. d7! ~ 2. d8Q+ Ke6 3. Qd7#
1. ... Ra8 2. Rd2+ Kd6 3. Sc5#
1. ... Rb8 2. Re2+ Kd6 3. Bc5#
Тема виконана в двох фазах з чергуванням ходів.

## Тема в кооперативному жанрі
|   | a | b | c | d | e | f | g | h |   |
| 8 | d6 чорний король · a5 чорний слон · b5 чорний ферзь · e5 чорний кінь · d4 чорний кінь · f4 чорний пішак · g4 чорний пішак · b3 білий слон · b2 білий пішак · c2 біла тура · d2 чорна тура · e1 білий король | d6 чорний король · a5 чорний слон · b5 чорний ферзь · e5 чорний кінь · d4 чорний кінь · f4 чорний пішак · g4 чорний пішак · b3 білий слон · b2 білий пішак · c2 біла тура · d2 чорна тура · e1 білий король | d6 чорний король · a5 чорний слон · b5 чорний ферзь · e5 чорний кінь · d4 чорний кінь · f4 чорний пішак · g4 чорний пішак · b3 білий слон · b2 білий пішак · c2 біла тура · d2 чорна тура · e1 білий король | d6 чорний король · a5 чорний слон · b5 чорний ферзь · e5 чорний кінь · d4 чорний кінь · f4 чорний пішак · g4 чорний пішак · b3 білий слон · b2 білий пішак · c2 біла тура · d2 чорна тура · e1 білий король | d6 чорний король · a5 чорний слон · b5 чорний ферзь · e5 чорний кінь · d4 чорний кінь · f4 чорний пішак · g4 чорний пішак · b3 білий слон · b2 білий пішак · c2 біла тура · d2 чорна тура · e1 білий король | d6 чорний король · a5 чорний слон · b5 чорний ферзь · e5 чорний кінь · d4 чорний кінь · f4 чорний пішак · g4 чорний пішак · b3 білий слон · b2 білий пішак · c2 біла тура · d2 чорна тура · e1 білий король | d6 чорний король · a5 чорний слон · b5 чорний ферзь · e5 чорний кінь · d4 чорний кінь · f4 чорний пішак · g4 чорний пішак · b3 білий слон · b2 білий пішак · c2 біла тура · d2 чорна тура · e1 білий король | d6 чорний король · a5 чорний слон · b5 чорний ферзь · e5 чорний кінь · d4 чорний кінь · f4 чорний пішак · g4 чорний пішак · b3 білий слон · b2 білий пішак · c2 біла тура · d2 чорна тура · e1 білий король | 8 |
| 7 | d6 чорний король · a5 чорний слон · b5 чорний ферзь · e5 чорний кінь · d4 чорний кінь · f4 чорний пішак · g4 чорний пішак · b3 білий слон · b2 білий пішак · c2 біла тура · d2 чорна тура · e1 білий король | d6 чорний король · a5 чорний слон · b5 чорний ферзь · e5 чорний кінь · d4 чорний кінь · f4 чорний пішак · g4 чорний пішак · b3 білий слон · b2 білий пішак · c2 біла тура · d2 чорна тура · e1 білий король | d6 чорний король · a5 чорний слон · b5 чорний ферзь · e5 чорний кінь · d4 чорний кінь · f4 чорний пішак · g4 чорний пішак · b3 білий слон · b2 білий пішак · c2 біла тура · d2 чорна тура · e1 білий король | d6 чорний король · a5 чорний слон · b5 чорний ферзь · e5 чорний кінь · d4 чорний кінь · f4 чорний пішак · g4 чорний пішак · b3 білий слон · b2 білий пішак · c2 біла тура · d2 чорна тура · e1 білий король | d6 чорний король · a5 чорний слон · b5 чорний ферзь · e5 чорний кінь · d4 чорний кінь · f4 чорний пішак · g4 чорний пішак · b3 білий слон · b2 білий пішак · c2 біла тура · d2 чорна тура · e1 білий король | d6 чорний король · a5 чорний слон · b5 чорний ферзь · e5 чорний кінь · d4 чорний кінь · f4 чорний пішак · g4 чорний пішак · b3 білий слон · b2 білий пішак · c2 біла тура · d2 чорна тура · e1 білий король | d6 чорний король · a5 чорний слон · b5 чорний ферзь · e5 чорний кінь · d4 чорний кінь · f4 чорний пішак · g4 чорний пішак · b3 білий слон · b2 білий пішак · c2 біла тура · d2 чорна тура · e1 білий король | d6 чорний король · a5 чорний слон · b5 чорний ферзь · e5 чорний кінь · d4 чорний кінь · f4 чорний пішак · g4 чорний пішак · b3 білий слон · b2 білий пішак · c2 біла тура · d2 чорна тура · e1 білий король | 7 |
| 6 | d6 чорний король · a5 чорний слон · b5 чорний ферзь · e5 чорний кінь · d4 чорний кінь · f4 чорний пішак · g4 чорний пішак · b3 білий слон · b2 білий пішак · c2 біла тура · d2 чорна тура · e1 білий король | d6 чорний король · a5 чорний слон · b5 чорний ферзь · e5 чорний кінь · d4 чорний кінь · f4 чорний пішак · g4 чорний пішак · b3 білий слон · b2 білий пішак · c2 біла тура · d2 чорна тура · e1 білий король | d6 чорний король · a5 чорний слон · b5 чорний ферзь · e5 чорний кінь · d4 чорний кінь · f4 чорний пішак · g4 чорний пішак · b3 білий слон · b2 білий пішак · c2 біла тура · d2 чорна тура · e1 білий король | d6 чорний король · a5 чорний слон · b5 чорний ферзь · e5 чорний кінь · d4 чорний кінь · f4 чорний пішак · g4 чорний пішак · b3 білий слон · b2 білий пішак · c2 біла тура · d2 чорна тура · e1 білий король | d6 чорний король · a5 чорний слон · b5 чорний ферзь · e5 чорний кінь · d4 чорний кінь · f4 чорний пішак · g4 чорний пішак · b3 білий слон · b2 білий пішак · c2 біла тура · d2 чорна тура · e1 білий король | d6 чорний король · a5 чорний слон · b5 чорний ферзь · e5 чорний кінь · d4 чорний кінь · f4 чорний пішак · g4 чорний пішак · b3 білий слон · b2 білий пішак · c2 біла тура · d2 чорна тура · e1 білий король | d6 чорний король · a5 чорний слон · b5 чорний ферзь · e5 чорний кінь · d4 чорний кінь · f4 чорний пішак · g4 чорний пішак · b3 білий слон · b2 білий пішак · c2 біла тура · d2 чорна тура · e1 білий король | d6 чорний король · a5 чорний слон · b5 чорний ферзь · e5 чорний кінь · d4 чорний кінь · f4 чорний пішак · g4 чорний пішак · b3 білий слон · b2 білий пішак · c2 біла тура · d2 чорна тура · e1 білий король | 6 |
| 5 | d6 чорний король · a5 чорний слон · b5 чорний ферзь · e5 чорний кінь · d4 чорний кінь · f4 чорний пішак · g4 чорний пішак · b3 білий слон · b2 білий пішак · c2 біла тура · d2 чорна тура · e1 білий король | d6 чорний король · a5 чорний слон · b5 чорний ферзь · e5 чорний кінь · d4 чорний кінь · f4 чорний пішак · g4 чорний пішак · b3 білий слон · b2 білий пішак · c2 біла тура · d2 чорна тура · e1 білий король | d6 чорний король · a5 чорний слон · b5 чорний ферзь · e5 чорний кінь · d4 чорний кінь · f4 чорний пішак · g4 чорний пішак · b3 білий слон · b2 білий пішак · c2 біла тура · d2 чорна тура · e1 білий король | d6 чорний король · a5 чорний слон · b5 чорний ферзь · e5 чорний кінь · d4 чорний кінь · f4 чорний пішак · g4 чорний пішак · b3 білий слон · b2 білий пішак · c2 біла тура · d2 чорна тура · e1 білий король | d6 чорний король · a5 чорний слон · b5 чорний ферзь · e5 чорний кінь · d4 чорний кінь · f4 чорний пішак · g4 чорний пішак · b3 білий слон · b2 білий пішак · c2 біла тура · d2 чорна тура · e1 білий король | d6 чорний король · a5 чорний слон · b5 чорний ферзь · e5 чорний кінь · d4 чорний кінь · f4 чорний пішак · g4 чорний пішак · b3 білий слон · b2 білий пішак · c2 біла тура · d2 чорна тура · e1 білий король | d6 чорний король · a5 чорний слон · b5 чорний ферзь · e5 чорний кінь · d4 чорний кінь · f4 чорний пішак · g4 чорний пішак · b3 білий слон · b2 білий пішак · c2 біла тура · d2 чорна тура · e1 білий король | d6 чорний король · a5 чорний слон · b5 чорний ферзь · e5 чорний кінь · d4 чорний кінь · f4 чорний пішак · g4 чорний пішак · b3 білий слон · b2 білий пішак · c2 біла тура · d2 чорна тура · e1 білий король | 5 |
| 4 | d6 чорний король · a5 чорний слон · b5 чорний ферзь · e5 чорний кінь · d4 чорний кінь · f4 чорний пішак · g4 чорний пішак · b3 білий слон · b2 білий пішак · c2 біла тура · d2 чорна тура · e1 білий король | d6 чорний король · a5 чорний слон · b5 чорний ферзь · e5 чорний кінь · d4 чорний кінь · f4 чорний пішак · g4 чорний пішак · b3 білий слон · b2 білий пішак · c2 біла тура · d2 чорна тура · e1 білий король | d6 чорний король · a5 чорний слон · b5 чорний ферзь · e5 чорний кінь · d4 чорний кінь · f4 чорний пішак · g4 чорний пішак · b3 білий слон · b2 білий пішак · c2 біла тура · d2 чорна тура · e1 білий король | d6 чорний король · a5 чорний слон · b5 чорний ферзь · e5 чорний кінь · d4 чорний кінь · f4 чорний пішак · g4 чорний пішак · b3 білий слон · b2 білий пішак · c2 біла тура · d2 чорна тура · e1 білий король | d6 чорний король · a5 чорний слон · b5 чорний ферзь · e5 чорний кінь · d4 чорний кінь · f4 чорний пішак · g4 чорний пішак · b3 білий слон · b2 білий пішак · c2 біла тура · d2 чорна тура · e1 білий король | d6 чорний король · a5 чорний слон · b5 чорний ферзь · e5 чорний кінь · d4 чорний кінь · f4 чорний пішак · g4 чорний пішак · b3 білий слон · b2 білий пішак · c2 біла тура · d2 чорна тура · e1 білий король | d6 чорний король · a5 чорний слон · b5 чорний ферзь · e5 чорний кінь · d4 чорний кінь · f4 чорний пішак · g4 чорний пішак · b3 білий слон · b2 білий пішак · c2 біла тура · d2 чорна тура · e1 білий король | d6 чорний король · a5 чорний слон · b5 чорний ферзь · e5 чорний кінь · d4 чорний кінь · f4 чорний пішак · g4 чорний пішак · b3 білий слон · b2 білий пішак · c2 біла тура · d2 чорна тура · e1 білий король | 4 |
| 3 | d6 чорний король · a5 чорний слон · b5 чорний ферзь · e5 чорний кінь · d4 чорний кінь · f4 чорний пішак · g4 чорний пішак · b3 білий слон · b2 білий пішак · c2 біла тура · d2 чорна тура · e1 білий король | d6 чорний король · a5 чорний слон · b5 чорний ферзь · e5 чорний кінь · d4 чорний кінь · f4 чорний пішак · g4 чорний пішак · b3 білий слон · b2 білий пішак · c2 біла тура · d2 чорна тура · e1 білий король | d6 чорний король · a5 чорний слон · b5 чорний ферзь · e5 чорний кінь · d4 чорний кінь · f4 чорний пішак · g4 чорний пішак · b3 білий слон · b2 білий пішак · c2 біла тура · d2 чорна тура · e1 білий король | d6 чорний король · a5 чорний слон · b5 чорний ферзь · e5 чорний кінь · d4 чорний кінь · f4 чорний пішак · g4 чорний пішак · b3 білий слон · b2 білий пішак · c2 біла тура · d2 чорна тура · e1 білий король | d6 чорний король · a5 чорний слон · b5 чорний ферзь · e5 чорний кінь · d4 чорний кінь · f4 чорний пішак · g4 чорний пішак · b3 білий слон · b2 білий пішак · c2 біла тура · d2 чорна тура · e1 білий король | d6 чорний король · a5 чорний слон · b5 чорний ферзь · e5 чорний кінь · d4 чорний кінь · f4 чорний пішак · g4 чорний пішак · b3 білий слон · b2 білий пішак · c2 біла тура · d2 чорна тура · e1 білий король | d6 чорний король · a5 чорний слон · b5 чорний ферзь · e5 чорний кінь · d4 чорний кінь · f4 чорний пішак · g4 чорний пішак · b3 білий слон · b2 білий пішак · c2 біла тура · d2 чорна тура · e1 білий король | d6 чорний король · a5 чорний слон · b5 чорний ферзь · e5 чорний кінь · d4 чорний кінь · f4 чорний пішак · g4 чорний пішак · b3 білий слон · b2 білий пішак · c2 біла тура · d2 чорна тура · e1 білий король | 3 |
| 2 | d6 чорний король · a5 чорний слон · b5 чорний ферзь · e5 чорний кінь · d4 чорний кінь · f4 чорний пішак · g4 чорний пішак · b3 білий слон · b2 білий пішак · c2 біла тура · d2 чорна тура · e1 білий король | d6 чорний король · a5 чорний слон · b5 чорний ферзь · e5 чорний кінь · d4 чорний кінь · f4 чорний пішак · g4 чорний пішак · b3 білий слон · b2 білий пішак · c2 біла тура · d2 чорна тура · e1 білий король | d6 чорний король · a5 чорний слон · b5 чорний ферзь · e5 чорний кінь · d4 чорний кінь · f4 чорний пішак · g4 чорний пішак · b3 білий слон · b2 білий пішак · c2 біла тура · d2 чорна тура · e1 білий король | d6 чорний король · a5 чорний слон · b5 чорний ферзь · e5 чорний кінь · d4 чорний кінь · f4 чорний пішак · g4 чорний пішак · b3 білий слон · b2 білий пішак · c2 біла тура · d2 чорна тура · e1 білий король | d6 чорний король · a5 чорний слон · b5 чорний ферзь · e5 чорний кінь · d4 чорний кінь · f4 чорний пішак · g4 чорний пішак · b3 білий слон · b2 білий пішак · c2 біла тура · d2 чорна тура · e1 білий король | d6 чорний король · a5 чорний слон · b5 чорний ферзь · e5 чорний кінь · d4 чорний кінь · f4 чорний пішак · g4 чорний пішак · b3 білий слон · b2 білий пішак · c2 біла тура · d2 чорна тура · e1 білий король | d6 чорний король · a5 чорний слон · b5 чорний ферзь · e5 чорний кінь · d4 чорний кінь · f4 чорний пішак · g4 чорний пішак · b3 білий слон · b2 білий пішак · c2 біла тура · d2 чорна тура · e1 білий король | d6 чорний король · a5 чорний слон · b5 чорний ферзь · e5 чорний кінь · d4 чорний кінь · f4 чорний пішак · g4 чорний пішак · b3 білий слон · b2 білий пішак · c2 біла тура · d2 чорна тура · e1 білий король | 2 |
| 1 | d6 чорний король · a5 чорний слон · b5 чорний ферзь · e5 чорний кінь · d4 чорний кінь · f4 чорний пішак · g4 чорний пішак · b3 білий слон · b2 білий пішак · c2 біла тура · d2 чорна тура · e1 білий король | d6 чорний король · a5 чорний слон · b5 чорний ферзь · e5 чорний кінь · d4 чорний кінь · f4 чорний пішак · g4 чорний пішак · b3 білий слон · b2 білий пішак · c2 біла тура · d2 чорна тура · e1 білий король | d6 чорний король · a5 чорний слон · b5 чорний ферзь · e5 чорний кінь · d4 чорний кінь · f4 чорний пішак · g4 чорний пішак · b3 білий слон · b2 білий пішак · c2 біла тура · d2 чорна тура · e1 білий король | d6 чорний король · a5 чорний слон · b5 чорний ферзь · e5 чорний кінь · d4 чорний кінь · f4 чорний пішак · g4 чорний пішак · b3 білий слон · b2 білий пішак · c2 біла тура · d2 чорна тура · e1 білий король | d6 чорний король · a5 чорний слон · b5 чорний ферзь · e5 чорний кінь · d4 чорний кінь · f4 чорний пішак · g4 чорний пішак · b3 білий слон · b2 білий пішак · c2 біла тура · d2 чорна тура · e1 білий король | d6 чорний король · a5 чорний слон · b5 чорний ферзь · e5 чорний кінь · d4 чорний кінь · f4 чорний пішак · g4 чорний пішак · b3 білий слон · b2 білий пішак · c2 біла тура · d2 чорна тура · e1 білий король | d6 чорний король · a5 чорний слон · b5 чорний ферзь · e5 чорний кінь · d4 чорний кінь · f4 чорний пішак · g4 чорний пішак · b3 білий слон · b2 білий пішак · c2 біла тура · d2 чорна тура · e1 білий король | d6 чорний король · a5 чорний слон · b5 чорний ферзь · e5 чорний кінь · d4 чорний кінь · f4 чорний пішак · g4 чорний пішак · b3 білий слон · b2 білий пішак · c2 біла тура · d2 чорна тура · e1 білий король | 1 |
|   | a | b | c | d | e | f | g | h |   |

FEN: 8/8/3k4/bq2n3/3n1pp1/1B6/1PRr4/4K3
2 Sol

I  1...Rc4 2.Kd5 Ra4+ 3.Ke4 Ra3 4.Kf3 Bd5#
II 1...Bc4 2.Kc5 Be2+ 3.Kb4 Bd1 4.Ka4 Rc4#